# Morris Fisher
Morris „Bud“ Fisher (* 4. Mai 1890 in Youngstown, Ohio; † 23. Mai 1968 in Honolulu) war ein US-amerikanischer Sportschütze.
Er schrieb sich im Jahre 1911 beim United States Marine Corps ein und wurde fünf Jahre später mit einem bedeutenden Abzeichen als bester Präzisionsschütze ausgezeichnet. 1920 nahm er an den Olympischen Sommerspielen in der belgischen Stadt Antwerpen teil und konnte sich dort drei Goldmedaillen sichern – zwei mit der Mannschaft und eine im Einzel. Bei den darauffolgenden Sommerspielen in Paris gewann er zwei weitere Male. Neben seinen Erfolgen bei Olympischen Spielen stellte Fisher fünf Weltrekorde auf, war sechs Mal Weltmeister und errang zahlreiche Siege bei nationalen Meisterschaften und Militärmeisterschaften.
Nach seinem Rückzug aus dem aktiven Sport 1934 trainierte er die Schützen des Marine Corps und bildete in Toledo im US-Bundesstaat Ohio Mitglieder der dortigen Polizei zu Schützen aus. 1941 setzte er sich, mittlerweile im Range eines Gunnery Sergeant, endgültig zur Ruhe, wurde aber während des Zweiten Weltkrieges als Ausbilder im Schießwesen erneut zum Dienst verpflichtet.